# Trigonella cachemiriana
Trigonella cachemiriana là một loài thực vật có hoa trong họ Đậu. Loài này được Cambess. miêu tả khoa học đầu tiên.